# Acraea pallidibrunnea
Acraea pallidibrunnea är en fjärilsart som beskrevs av Stoneham 1943. Acraea pallidibrunnea ingår i släktet Acraea och familjen praktfjärilar. Inga underarter finns listade i Catalogue of Life.